# 이천 냉동창고 화재
이천 냉동창고 화재(利川冷凍倉庫火災)는 2008년 1월 7일, 대한민국 경기도 이천시 호법면에 위치한 (주)코리아 2000의 냉동 물류 창고에서 발생한 화재이다. 이 사고로 40명이 사망하고 9명이 부상당했다.

## 사건 발생
화재는 1월 7일 오전 10시 49분에 발생하였다. 이 사고는 지하 1층 작업장 제일 안쪽에 위치한 기계실 인근에서 생긴 것으로 추정된다. 작업장 내부 벽면과 천장 모두가 10cm 두께의 우레탄폼으로 도배되었기 때문에 불이 더 빠르게 번져갔고 유독가스도 더 많이 발생해 인명피해가 컸다고 소방서 관계자는 말했다. 인근 냉동 창고에서 일하는 박 모 여성은 갑작스러운 "펑"하는 소리에 나가보니, 창고에서 검은 연기와 뻘건 불꽃이 보였다고 하였다. 이 불은 삽시간에 퍼져, 건물 지하에서 발포 작업 중이던 우레탄에 섞여 있던 시너와 냉매 가스가 터지면서 건물 전체로 퍼졌다고 이 사건의 당시 상황을 설명하였다.

## 사건 진화
소방당국은 소방차 42대와 소방관 200여 명 그리고 경찰 두 중대와 교통 기동대 등이 동원되어 진화 작업을 벌였다. (이후 추가적으로 투입된 인력을 모두 더한 총 소방인력은 소방차 200여대와 소방관 600여명이었다.) 이날 오후 3시 가까스로 불길을 잡아 구조 작업을 벌였으나, 건물 내부가 앞을 내다볼 수 없을 정도로 깜깜했으며 철골 구조물 내부가 복잡해 구조에 어려움이 있었다. 당시 경기도 소방재난본부장 최진종이 사건 현장을 총지휘하였다.

## 피해
- 지상 1~2층 (연면적 2만9136m2 규모가 전소)
- 인명 피해: 사망자: 40명(실종자 전원 사망), 부상자: 9명

## 사건 피해 원인
우레탄 발포작업 중 시너로 인한 유증기에 불이 붙어 일어난 것으로 추정되고 있으며,,화재사건 수사본부에 의해 화재의 최초 발화지점을 지금까지의 추정과는 달리 기계실이 아닌 냉동실인 것으로 판명되었다. 이번 사건은 출구가 하나 밖에 없었기에 피해가 더 큰 것으로 알려졌다. 유증기 폭발 후 깔린 우레탄에 불이 옮겨졌으며 작업 현장에는 우레탄 200L 들이 15통과 3000L가 쌓여 있었던 것으로 확인되었다. 또한 안개가 자욱해 환기가 잘 되지 않아 유증기가 지하에 많이 찬 것, 사건 발생의 큰 원인이 된 것으로 추정된다.

화재현장에 있던 우레탄이 타면서 사람을 죽일 수 있는 유독가스를 내보냈다는 점도 인명피해가 발생한 원인중 하나이다. 우레탄이 타면 시안가스가 나오는데 나치 독일이 유대인 학살에 악용한 독가스중 하나일 정도로 유독한 가스라고 한다. 그외 전기나 소방등 여러 항목에서 이미 준공검사를 받았지만 사실상 엉터리였던 관청의 허술한 행정과 대부분 일용직인 인부들에 대한 안전교육 미실시, 공사기간을 맞추기 위한 조급한 공사강행도 사건의 원인으로 분석되었다.

## 이후 이천 물류창고 화재와의 연관성
같은 해 12월5일 낮 12시20분 경, 경기도 이천시 마장면에 위치한 GS리테일 물류창고에서 화재가 발생했다. 해당 사건이 일어난 장소와 물류창고 화재가 발생한 장소는 불과 19km였으며, 두 사건은 공통점이 많다. 우선 공장을 지을 때, 샌드위치패널을 이용했으며, 이로 인해 불길이 거세졌다는 점이 동일하다. 안전교육이 매우 부족했다는 점도 유사한 점중 하나이며, 안전이 확보되지 않은 상태에서 무리하게 공사를 감행해 발생한 화재라는 점도 동일하다. 두 창고 모두 출입문은 하나였으며, 그 때문에 더욱 큰 피해를 가져온 것이라는 의견도 많다. 2008년 12월에 발생한 이천 물류창고 화재는 사망자 8명, 부상자 2명으로 총 사상자는 10명이었다.